# Enrique Anderson Imbert
Enrique Anderson Imbert (Córdoba, 12 de febrero de 1910 - Buenos Aires, 6 de diciembre de 2000) fue un escritor, ensayista, crítico literario y profesor universitario argentino.

## Biografía
Nació en Córdoba el 12 de febrero de 1910, a los cuatro años de edad se trasladó a Buenos Aires y a los ocho a La Plata, donde hizo la secundaria en el Colegio Nacional Rafael Hernández. 
A los dieciocho años ingresó en la Universidad de Buenos Aires donde fue alumno de Pedro Henríquez Ureña en biología y de Alejandro Korn en filosofía. En 1939 comenzó a enseñar en la Universidad Nacional de Cuyo, y posteriormente, hasta 1947, en la Universidad Nacional de Tucumán. Al mismo tiempo, era editor de la sección literaria del periódico socialista La Vanguardia de Buenos Aires. También en 1931 ingresó a la Facultad de Filosofía y Letras. Se graduó de Profesor en Letras en 1941 y obtuvo el doctorado en 1945. Inició su carrera como profesor universitario en la Facultad de Filosofía y Letras de la Universidad Nacional de Cuyo, en 1940 ganó por concurso las cátedras de Literatura Hispanoamericana y Literatura Contemporánea de la Universidad Nacional de Tucumán. En 1943 recibió la beca Guggenheim para irse a vivir a Estados Unidos.
En 1947 se dirigió a los Estados Unidos con una beca de la Universidad de Columbia. El mismo año 1947 comenzó a enseñar en la Universidad de Míchigan, donde permanecería hasta 1965, ese año obtuvo el Master of Arts, Harvard University.
En 1967 ingresó en la Academia Americana de Artes y Ciencias y en 1978 fue nombrado miembro de la Academia Argentina de las Letras, de la que ejerció la vicepresidencia entre 1980 y 1986. En 1994 fue finalista del premio Cervantes. En ese año fue designado  Profesor de Literatura Hispánica en la cátedra Víctor  S. Thomas de la Universidad de Harvard, cargo que mantendría hasta su jubilación en 1980. Fue elegido miembro de la Academia Argentina de Letras en 1979. En 1984 recibió el Premio - Diploma al Mérito por su trayectoria como cuentista.
Ya retirado de la actividad docente, Enrique Anderson Imbert continuó con su pasión por la escritura, incursionando en los géneros más diversos. Todos los años regresaba durante unos meses a Buenos Aires, donde falleció a finales del año 2000 a la edad de 90 años. En su lecho de muerte bosquejó un cuento corto: la historia de un violinista que, a punto de comenzar un concierto que definirá su carrera, descubre que ha olvidado la partitura. Durante toda su vida reivindicó su adhesión al socialismo.

## Obras

### Novelas
- Vigilia (1934)
- Fuga (1953)
- Evocación de sombras en la ciudad geométrica (1989)
- Amorío (y un retrato de dos genios) (1997)
- La buena forma de un crimen (1998)
- Historia de una Rosa y Génesis de una luna (1999)

### Cuentos
- El mentir de las estrellas (1940)
- Las pruebas del caos (1946)
- El suicida (1950)
- El grimorio (1961)
- El gato de Cheshire (1965)
- La sandía y otros cuentos (1969)
- La locura juega al ajedrez (1971)
- La botella de Klein (1975)
- Victoria (1977)
- Dos mujeres y un Julián (1982)
- El tamaño de las brujas (1986)
- El anillo de Mozart (1990)
- ¡Y pensar que hace diez años! (1994)
- Reloj de arena (1995)
- Consenso de dos (2000)
- Consenso de tres (2002)

### Antologías
- El leve Pedro (1976)
- Cuentos en miniatura (1976)
- En el telar del tiempo. Narraciones completas (1979)
- El milagro y otros cuentos (1985; con estudio preliminar de María Rosa Lojo de Beuter)
- Páginas de Enrique Anderson Imbert seleccionadas por el autor (1985; con estudio preliminar de Ester de Izaguirre)
- Cuentos selectos - Enrique Anderson Imbert (1999)
- Cuentos escogidos (editorial Cántaro)
- Tabú [cita requerida]

### Ensayos y crítica literaria
- La flecha en el aire (1937; muy ampliada en la edición de 1972)
- Tres novelas de Payró con pícaros en tres miras (1942)
- Ibsen y su tiempo (1946)
- Ensayos (1946)
- El arte de la prosa en Juan Montalvo (1948; segunda edición aumentada en 1974)
- Estudios sobre escritores de América (1954)
- Historia de la literatura hispanoamericana, (1954; hay muchas reediciones revisadas y ampliadas en dos volúmenes)
- La crítica literaria contemporánea (1957) (Reediciones muy modificadas y ampliadas. Métodos de la crítica literaria, 1969; La crítica literaria, métodos y modalidades, 1979; La crítica literaria: sus métodos y problemas, 1984)
- Los grandes libros de Occidente y otros ensayos (1957)
- Qué es la prosa (1958)
- Los domingos del profesor (1965, con prólogo de Alfredo A. Roggiano; segunda edición, muy ampliada en 1972)
- La originalidad de Rubén Darío (1967)
- Genio y figura de Sarmiento (1967; reimpresión en 1989)
- Una aventura amorosa de Sarmiento (1969)
- Estudios sobre letras hispánicas (1974)
- El realismo mágico y otros ensayos (1976; segunda edición ampliada en 1992)
- Las comedias de Bernard Shaw (1976)
- Los primeros cuentos del mundo (1977)
- Teoría y técnica del cuento (1979. Reimpresión revisada: 1982. Segunda edición muy modificada: 1992)
- La prosa: modalidades y usos (1984; segunda edición modificada en 1998)
- Nuevos estudios sobre letras hispanas (1986)
- Mentiras y mentirosos en el mundo de las letras (1992)
- Modernidad y posmodernidad (1997)
- Escritor, texto, lector (2001)

## Premios
- Premio Municipal de Literatura, en Buenos Aires, 1935.
- Pluma de Plata del PEN Ceverría,  Gente de Letras de Buenos Aires.
- Master of Arts, Harvard University.
- Doctor en Filosofía y Letras de la Universidad de Buenos Aires
- Doctorado Artium Magistrum de Harvard University
- Profesor Honorífico de la Universidad Pedro Henríquez Ureña de Santo Domingo
- Doctor honoris causa de la Universidad Nacional de Tucumán.[2]